# طابع كندا 12 بنس أسود

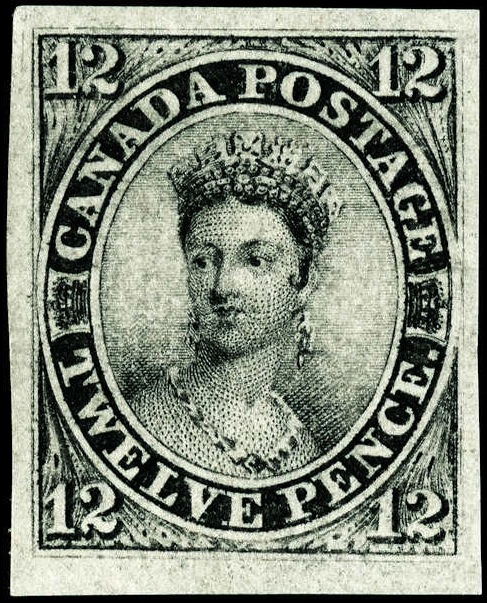
طابع 12 بنس الأسود

أميرة كندا السوداء (بالإنجليزية: The Black Empress of Canada)‏ أو طابع كندا 12 بنس أسود (بالإنجليزية: Canada 12d black)‏ هو أندر طابع بريدي كندي، أصدر عام 1851. يظهر الطابع الذي تبلغ قيمته 12 بنسًا صورة الملكة فيكتوريا وهو الطابع الثالث الذي تصدره مقاطعة كندا (تضم حاليا أونتاريو وكيبك).

## التاريخ
في عام 1851، أصدرت مقاطعة كندا طوابع الملكة فيكتوريا. استُخدمت صورة الملكة التي رسمها ألفريد إدوارد تشالون (1780-1860) في الطابع. يُطلق على هذا التصميم اسم "رأس تشالون". طُبعت الطوابع في ولاية نيويورك.
هذه الطوابع باهظة الثمن إذا كانت بحالة جيدة وغير مستخدمة. في فبراير 2006، بيعت طوابع سوداء من فئة اثني عشر بنسًا مقابل 116000 جنيه إسترليني.
أصدر أول إصدار من الطوابع لمستعمرة كندا عام 1851، وتضمن فئات ثلاثة بنسات وستة بنسات واثني عشر بنسًا. لم يُستخدم الشلن الواحد قيمة اسمية لأنه في العملة المحلية، كان له أكثر من معنى للقيمة. في إنجلترا الجديدة، كان الشلن الواحد يعني 16 سنتًا وثلثي سنت، أي ما يعادل 10 بنسات. في نيويورك، كان الشلن الواحد يساوي 12 سنتًا ونصف سنت، أي ما يعادل سبعة بنسات ونصف بنس. لذا، لم يكن 12 بنسًا محل أي سوء فهم. من بين 51000 نسخة من فئة 12 بنسًا سوداء طُبعت، يُعتقد أن حوالي 130 نسخة من هذه القطعة التذكارية موجودة اليوم. لم يتبقَّ سوى خمسة أزواج غير مستخدمة وزوجان مستخدمان.